# Mario Nicotra
Mario Nicotra (19 de noviembre de 2002) es un deportista de Italia que compite en natación. Ganó dos medalla de bronce en el Campeonato Mundial Junior de Natación de 2019 y una medalla de plata en el Campeonato Europeo Junior de Natación de 2019.